# Herabgebogener Amarant
Herabgebogener Amarant (Amaranthus deflexus), auch Niederliegender Amarant oder Niederliegender Fuchsschwanz genannt, ist eine Pflanzenart aus der Gattung Amarant (Amaranthus) innerhalb der Familie der Fuchsschwanzgewächse (Amaranthaceae).

## Beschreibung

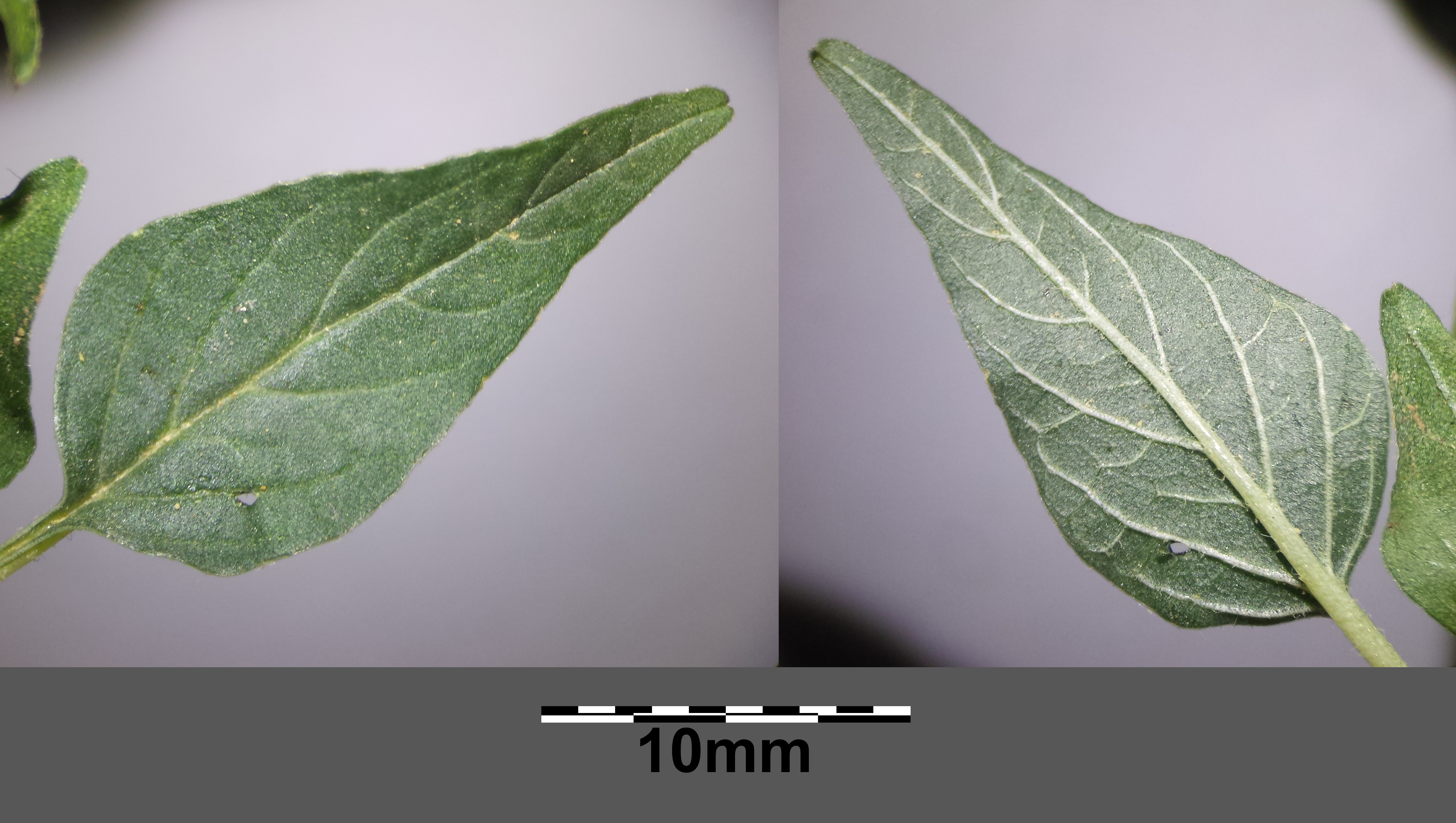
Blattober- und -unterseite

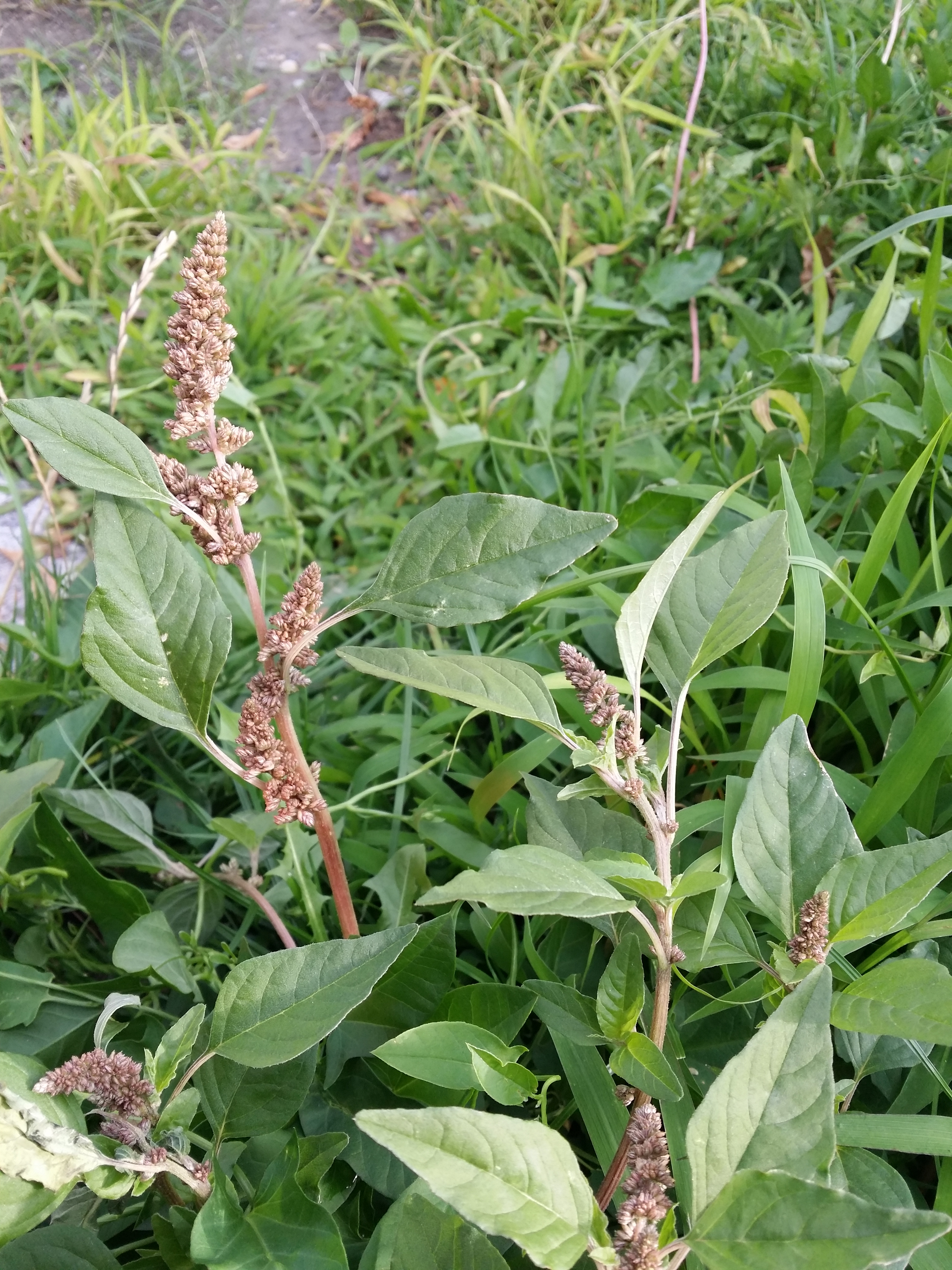
Laubblätter und Blütenstände

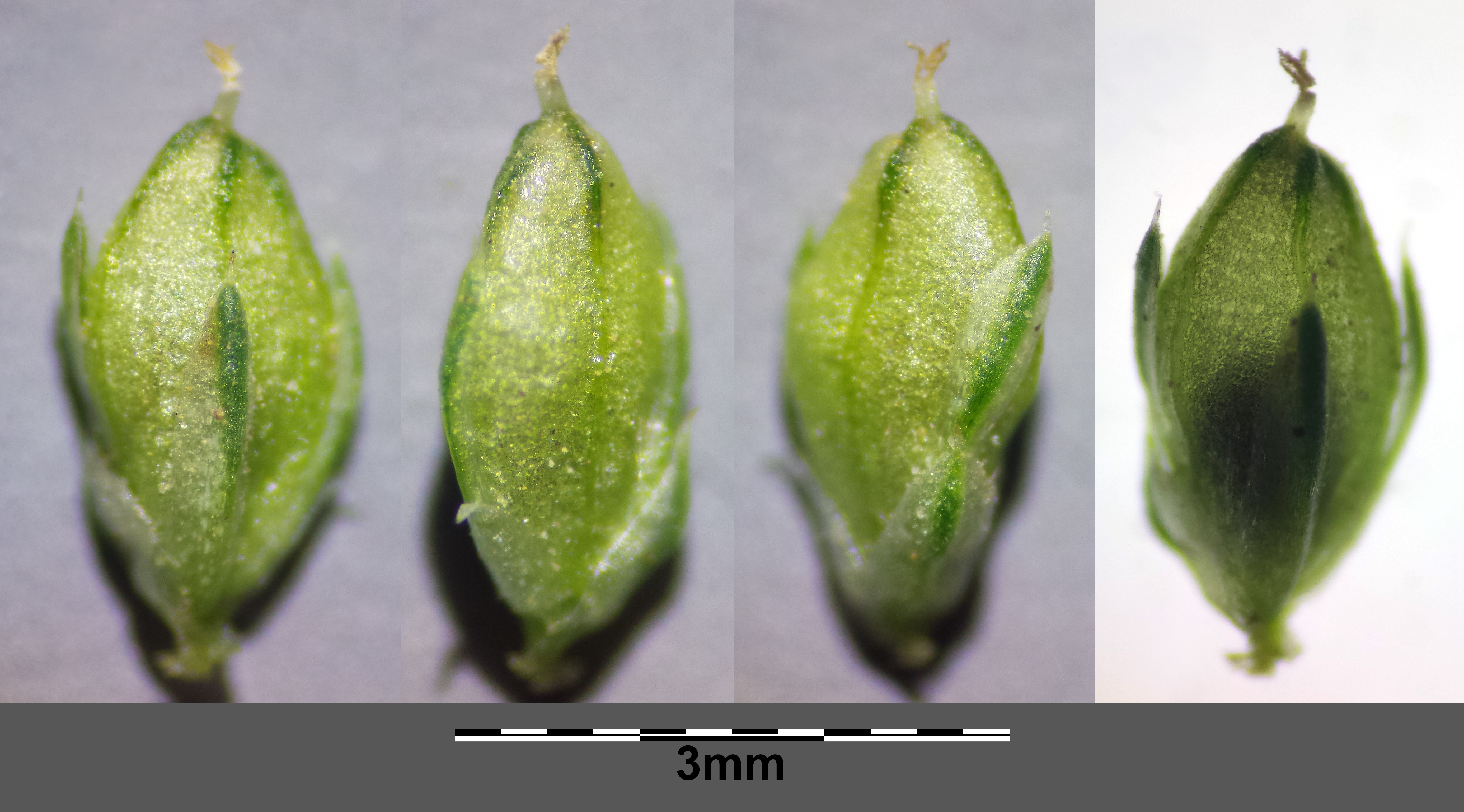
Frucht

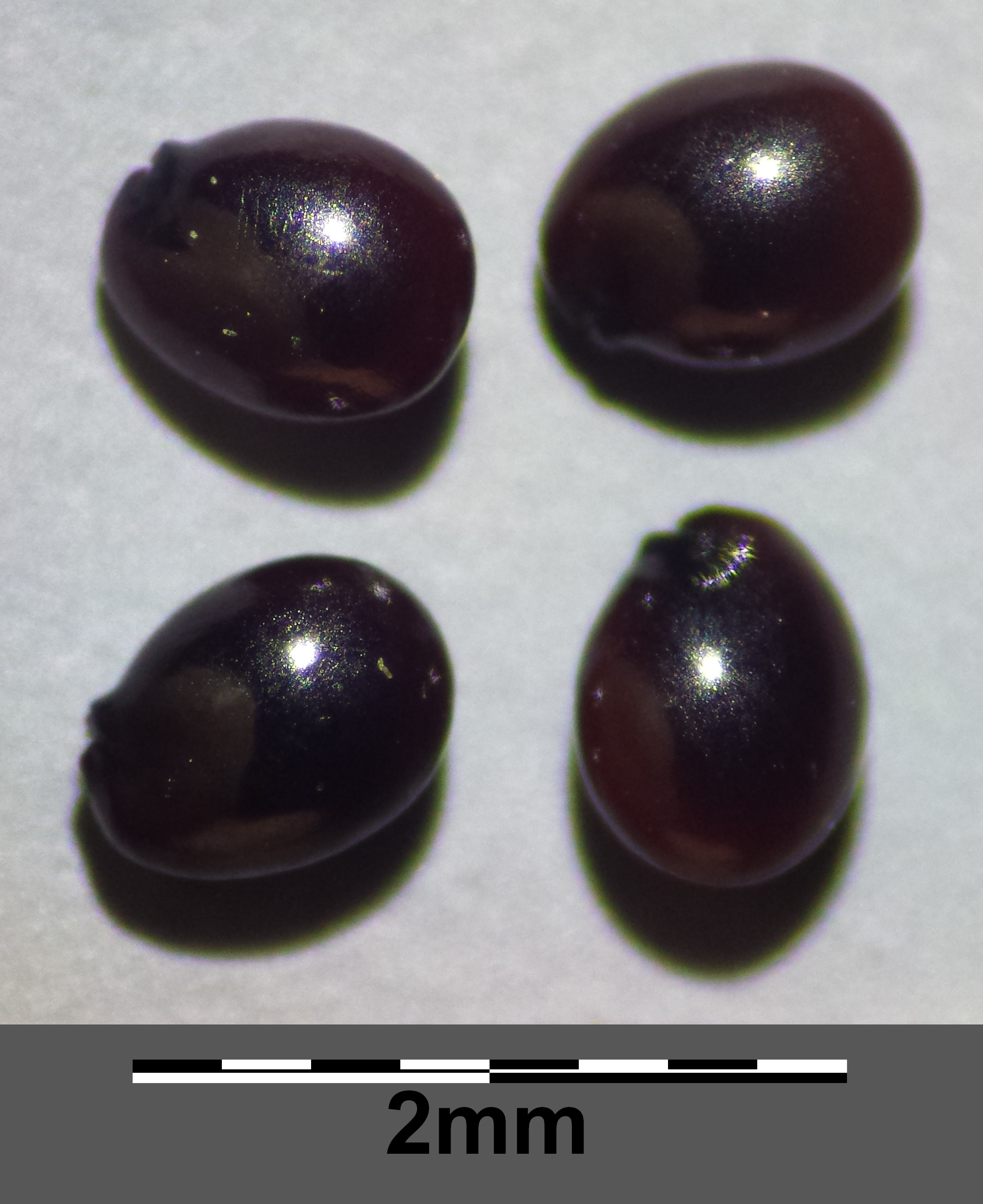
Samen

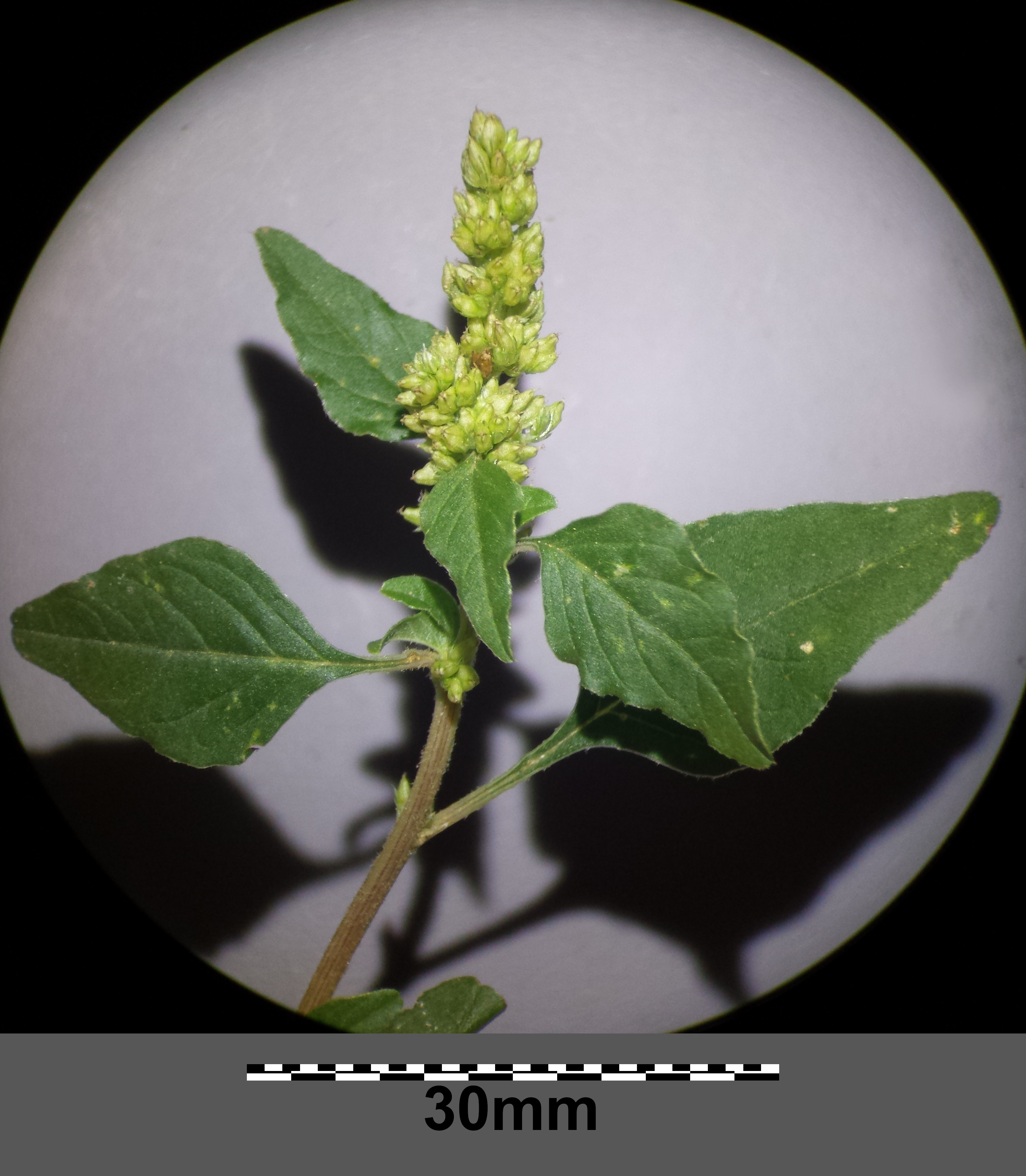
Blütenstand im Detail

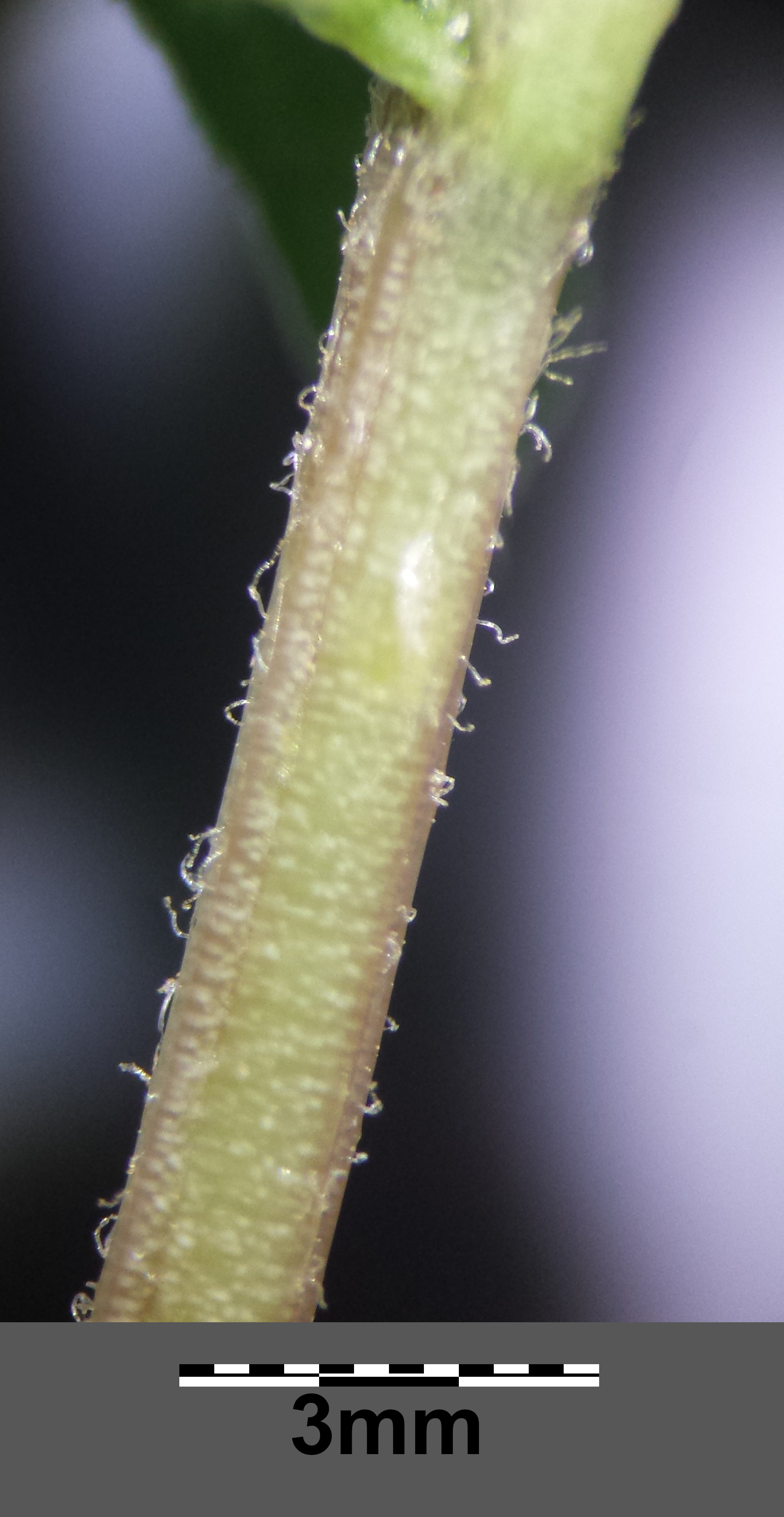
Stängel

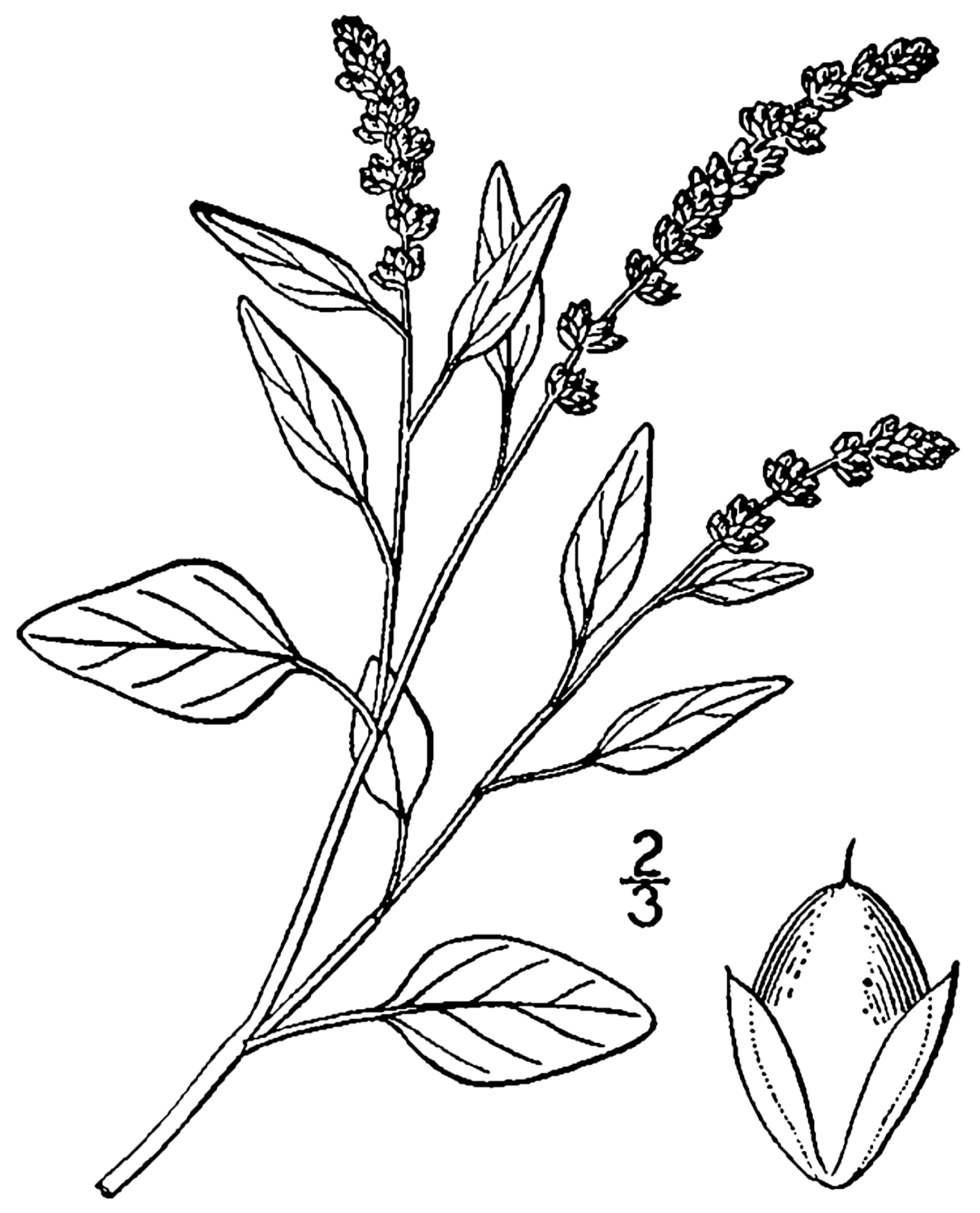
Illustration

### Vegetative Merkmale
Der Herabgebogene Amarant wächst als einjährige, je nach Standort bis zu kurzlebig ausdauernde krautige Pflanze. Der stets niederliegende oder selten nur am oberen Ende aufsteigende schlanke bis robuste, manchmal mehr oder weniger kantige, mehr oder weniger braune, grüne oder rötliche Stängel ist meist 20 bis 50 (8 bis 80) Zentimeter lang und im oberen Bereich dicht flaumig oder fein kraus behaart und nach einiger Zeit verkahlt er; er ist reichlich verzweigt von seiner Basis an. Sie bildet oft große Matten.
Die wechselständig angeordneten Laubblätter sind in Blattstiel und -spreite gegliedert. Der Blattstiel ist mit einer Länge von 6 bis 25 oder 12 bis 30 Millimetern halb oder bis zu gleich lang wie die Blattspreite und mehr oder weniger flaumig behaart. Die einfache Blattspreite ist bei einer Länge von 1 bis 2 (0,5 bis 5) Zentimetern sowie einer Breite von 0,5 bis 1, selten bis zu 2,5 oder 4 Zentimetern meist rhombisch-eiförmig oder seltener mehr oder weniger breit eiförmig bis lanzettlich mit sich verjüngender oder + kurz keilförmiger Spreitenbasis und meist mehr oder weniger spitzem oder mehr oder weniger stumpfem oberen Ende oder gestutzt und ist nicht oder höchstens schwach ausgerandet oder stachelspitzig. Der Blattrand ist glatt, flach oder wenig gewellt. Der Blattrand und die Blattunterseite sind unterschiedlich dicht behaart.

### Generative Merkmale
Die Blütezeit reicht je nach Standort von Juni bis Oktober oder November. Der endständige, aufrechte bis flexible, unterteilte 2 bis 10 Zentimeter lange sowie 5 bis 12 Millimeter breite grüne, silbrig-grüne, grau-grüne bis weißliche, manchmal rötlich getöne Blütenstand enthält dicht gedrängt viele grüne Blüten, im unteren Teil noch blattachselständig, im oberen Teil als Scheinähre. Der Blütenstand ist mindestens im oberen Bereich unbeblättert. Amaranthus deflexus ist einhäusig getrenntgeschlechtig (monözisch). Die häutigen, grünen, kahlen Trag- und Deckblätter unter den weiblichen Blüten sind mit einer Länge von 0,5 bis 1 Millimetern halb so lang wie die Blütenhüllblätter und deltoid-eiförmig bis eiförmig-lanzettlich oder linealisch. Die meist relativ wenigen männlichen Blüten befinden sich gehäuft im oberen Bereich der Blütenstände.
Die Blüten sind immer eingeschlechtig. In den weiblichen Blüten sind nur zwei oder drei gleiche oder ungleiche Blütenhüllblätter vorhanden, sie sind bei einer Länge von 1,2 bis 2 Millimetern schmal-elliptisch oder verkehrt-lanzettlich, linealisch bis länglich-spatelförmig mit breit-spitzem oberen Ende und nicht genagelt. Die aufrechten Griffeläste enden in zwei oder drei aufrechte, schlanken Narben. In den männlichen Blüten sind nur zwei oder drei 1,2 bis 1,4 Millimeter lange Blütenhüllblätter und nur zwei oder drei Staubblätter vorhanden.
Die häutig aufgeblasenen, glatten, braunen, bei einer Länge von 1,75 bis 3 Millimetern ellipsoiden oder eiförmigen Utrikel besitzen meist zwei, selten drei grüne Linien nach innen gefaltet. Die sich nicht öffnende oder unregelmäßig aufreißende Frucht ist in zwei Hälften oder in Viertel geteilt und bei einer Länge von 2 bis 3 Millimetern deutlich länger als die Blütenhüllblätter und ellipsoid; sie enthält nur im oberen Ende Samen. Die glänzenden, fast glatten, stark dunkel-braunen bis schwarzen Samen sind bei einer Länge von 1 bis 1,2 Millimetern sowie bei einem Durchmesser von 0,7 bis 0,8 Millimetern abgeflacht-ellipsoid, breit-verkehrt-eiförmig, oder gerundet-verkehrt-eiförmig.

### Chromosomensatz
Die Chromosomengrundzahl beträgt x = 17; es liegt Diploidie mit einer Chromosomenzahl 2n = 34 vor.

## Ökologie
Beim Herabgebogenen Amarant handelt es sich um einen mesomorphen, annuellen Therophyten.
Es liegt Apomixis vor und Amaranthus deflexus ist monözisch und fakultativ autogam. Amaranthus deflexus ist selbstkompatibel.
Es erfolgt meist Selbstbestäubung; Windbestäubung ist selten.
Die Diaspore ist eine Nuss, die durch Anemochorie oder Epichorie ausgebreitet wird.
An Amaranthus deflexus wurden beobachtet: Naupactus xanthographus, Spodoptera eridania, Tabakmottenschildlaus (Bemisia tabaci), Chrysodeixis includens.

## Vorkommen
Das natürliche Verbreitungsgebiet von Amaranthus deflexus liegt in Südamerika vermutlich nur im südlichen Chile sowie in Argentinien und vielleicht auch in Bolivien. Er ist Europa sowie im Mittelmeerraum und anderen warmgemäßigten bis tropischen Gebieten ein Neophyt. Amaranthus deflexus kommt als Neophyt in Neuseeland, Australien, Südkorea, Marokko, Südafrika, Israel, in der Türkei, in Portugal, Spanien, Dänemark, Schweden, Deutschland, Kroatien, Slowenien, Bulgarien, Rumänien, Albanien, Moldawien, Russland, Nordmazedonien, Griechenland, Ungarn, Italien, Malta, in der Slowakei, in der Ukraine, in der Schweiz, im Vereinigten Königreich, auf den Karischen Inseln, seit 1844 auf den Azoren, seit 1894 auf Madeira, seit 1830 in Österreich, seit 1850 in Belgien, seit 1990 in Zypern nachgewiesen, seit 1905 in Tschechien, seit 1848 in Frankreich, seit 1856 auf Korsika, seit 1850 in Norwegen, seit 1929 in Polen, in Argentinien, Bolivien, Brasilien, Chile sowie Peru vor. In Pakistan kommt Amaranthus deflexus nur in einem sehr kleinen Gebiet im mittleren Westen und er kommt auch in Zentralasien sowie Japan vor.
Der Herabgebogene Amarant gedeiht auf stickstoffreichen, frischen Lehm- oder Tonböden, die ziemlich verdichtet sein können. Er wächst in Mitteleuropa in Pflanzengesellschaften des Verbands Polygonion avicularis, auch in denen der Klasse Chenopodietea. Im Mittelmeerraum wächst er in Pflanzengesellschaften des Verbands Polycarpion tetraphylli aus der Ordnung Plantaginetalia.
Er tritt vor allem entlang der Eisenbahnlinien gelegentlich unbeständig auf. Er besiedelt in Mitteleuropa ortsnahes Ödland, das zum Teil reichlich betreten wird, und verfestigte Ufer.
Die ökologischen Zeigerwerte nach Ellenberg sind: Lichtzahl 8 = Halblicht- bis Volllichtpflanze; Temperaturzahl 9 = extremer Wärmezeiger; Reaktionszahl 7 = Schwachsäure- bis Schwachbasenzeiger; Feuchtezahl 4 = Trocknis- bis Frischezeiger; Stickstoffzahl 7 = Stickstoffreichtumzeiger; Salzzahl 0 = nicht salzertragend; Schwermetallresistenz = nicht schwermetallresistent.

## Taxonomie
Die Erstveröffentlichung von Amaranthus deflexus erfolgte 1771 durch Carl von Linné in Mantissa Plantarum Altera. Generum Editionis VI et Specierum Editionis II. Stockholm, S. 295. Das Artepitheton deflexus bedeutet „zurückgeschlagen“. Als Lectotypus wurde durch P. Aellen in K. H. Rechinger: Fl. Iranica 91, Volume 7, 1972 Herb. C. Linnaeus LINN 1117.18 festgelegt. Synonyme für Amaranthus deflexus L. sind: Albersia deflexa (L.) Fourr., Amarantellus argentinus Speg., Euxolus deflexus (L.) Raf., Glomeraria deflexa (L.) Cav.

## Trivialnamen
Trivialnamen in vielen Sprachen sind:
- Albanisch: nena e përkulur, nenë
- Bulgarisch: наклонен щир, приповдигащсе щир
- Deutsch: Herabgebogener Amarant, Herabgebogener Fuchsschwanz, Liegender Amarant, Niederhängender Fuchsschwanz, Niederliegender Amarant, Niederliegender Fuchsschwanz
- Englisch: Argentina amaranth, large-fruit amaranth, low amaranth, prostrate amaranth, perennial pigweed, spreading amaranth
- Finnisch: rikkarevonhäntäs
- Französisch: amarante couchée, amaranthe couchée
- Hebräisch: natui, יַרְבּוּז נָטוּי
- Holländisch: liggende majer
- Italienisch: amaranto prostrato
- Japanisch: haibiyu, ハイビユ
- Katalanisch: amarant deflex
- Koreanisch: nun bi reum, 눈비름
- Kroatisch: ansvinuti šćir
- Norwegisch: broddamarant
- Polnisch: szarłat pochylony
- Portugiesisch: beldro-perene, bredo-perene, carurú-rasteiro, caruru-rastreiro
- Russisch: щирица склоненная, щирица согнутая
- Slowakisch: láskavec ohnutý, láskavec sklonený
- Slowenisch: polegli ščirovke
- Spanisch: amaranto rastrero, bledo, bredo rastrero, bledo rastrero, yuyo rastrero
- Schwedisch: krypamarant
- Tschechisch: laskavec skloněný
- Türkisch: sarkıkibik
- Ukrainisch: щириця зігнута
- Ungarisch: vöröslő disznóparéj